# Кук, Питер Эдвард
Питер Эдвард Кук (англ. Peter Edward Cook; 17 ноября 1937, Торки, Девон — 9 января 1995, Лондон) — британский актёр, сценарист, артист разговорного жанра.

## Наиболее известные в России работы
Наиболее известен как исполнитель роли Джорджа (Дьявола) в культовом фильме «Ослеплённый желаниями» («Семь соблазнов»), на который был сделан голливудский ремейк, роли Шерлока Холмса в фильме «Собака Баскервилей», ролей в телефильме «Монти Пайтон встречаются на окраине».

## Актер
- 1948—1971 — / Toast of the Town (телесериал)
- 1950—1967 — / What’s My Line? (телесериал)
- 1958 — / Bachelor of Hearts (uncredited) … Pedestrian in Street
- 1963 — / What’s Going on Here? (ТВ)
- 1964 — / Beyond the Fringe (ТВ) … Various Characters
- 1965—1970 — / «Not Only… But Also» … Various Characters (22 эпизода)
- 1966 — / «Dusty» (1 эпизод)
- 1964—1970 — / «The Wednesday Play» (телесериал) … Mad Hatter (1 эпизод)
- 1966 — Другой ящик / The Wrong Box … Morris Finsbury
- 1967 — / «A Series of Bird’s» (1 эпизод)
- 1967 — Ослеплённый желаниями / Bedazzled … George Spiggott / The Devil
- 1968 — Денди в желе / A Dandy in Aspic … Prentiss
- 1968 — Бросок в Монте-Карло / Gonflés à bloc … Major Digby Dawlish
- 1969 — Жилая комната / The Bed Sitting Room … Инспектор / Inspector
- 1970 — / The Rise and Rise of Michael Rimmer … Майкл Риммер / Michael Rimmer
- 1971 — / An Apple a Day (ТВ) … Mr. Elwood Sr.
- 1972 — / «Thirty-Minute Theatre» … Peter Trilby (1 эпизод)
- 1972 — / The Adventures of Barry McKenzie … Доминик / Dominic
- 1976 — / Find the Lady … Lewenhak
- 1976 — / Pleasure at Her Majesty’s (ТВ) … E.L. Wisty/Various
- 1976 — Монти Пайтон встречаются на окраине (ТВ)
- 1977 — / Eric Sykes Shows a Few of Our Favourite Things (ТВ) … Stagehand
- 1977 — / The Mermaid Frolics (ТВ) … E. L. Wisty
- 1978 — Собака Баскервилей / The Hound of the Baskervilles … Шерлок Холмс / Sherlock Holmes
- 1979 — / Derek and Clive Get the Horn … Clive
- 1980 — / Peter Cook & Co. (ТВ) … Various Characters
- 1981 — / Secret Policeman’s Ball, The
- 1981—1982 — / «The Two of Us» … Robert Brentwood (20 эпизодов)
- 1982—2008 — / «The Comic Strip Presents…» … Mr. Jolly (1 эпизод) (телесериал)
- 1983 — Черная Гадюка (телесериал) / «The Black Adder» … Richard III (1 эпизод)
- 1983 — Желтая борода / Yellowbeard … Lord Percy Lambourn
- 1984 — Супердевушка / Supergirl … Nigel
- 1985 — / Diplomatix (ТВ) (голос) … Рассказчик
- 1986 — / «The Mind of David Berglas» (1 эпизод)
- 1986 — / The Myth
- 1986 — / Whoops Apocalypse … Sir Mortimer Chris
- 1987 — Принцесса невеста / The Princess Bride … The Impressive Clergyman
- 1988 — / Jake’s Journey (ТВ) … Король Артур / King Arthur
- 1988 — Без единой улики / Without a Clue … Norman Greenhough
- 1989 — Всё как надо / Getting It Right … Mr. Adrian
- 1989 — Большие огненные шары / Great Balls of Fire! … First English Reporter
- 1990 — / «A Life in Pieces» (телесериал) … Sir Arthur Streeb-Greebling
- 1991 — / «Roger Mellie: The Man on the Telly» (телесериал) (голос) … Roger Mellie
- 1991 — / The Craig Ferguson Story (ТВ) … Fergus Ferguson
- 1992 — / «Clive Anderson Talks Back» … Alan Latchley / … (1 эпизод)
- 1992 — / «Gone to Seed» … Wesley Willis (6 эпизодов)
- 1990—2000— / «One Foot in the Grave» … Martin Trout (1 эпизод) (телесериал)
- 1994 — / Peter Cook Talks Golf Balls (V) … Alec Dunroonie/Dr. Dieter Liedbetter/Major Titherly Glibble/Bill Rossi
- 1994 — Чёрный Красавец / Black Beauty … лорд Уэксмайр

## Сценарист
- 1962 — / «That Was the Week That Was» (телесериал) (неизвестные эпизоды)
- 1963 — / What’s Going on Here? (ТВ) (писатель)
- 1964 — / Beyond the Fringe (ТВ) (писатель)
- 1965 — / «Not Only… But Also» (телесериал) (неизвестные эпизоды)
- 1967 — Ослеплённый желаниями / Bedazzled (сценарий) (рассказ)
- 1968 — / «BBC Show of the Week» (1 эпизод)
- 1968 — / «Goodbye Again» (телесериал) (неизвестные эпизоды)
- 1968 — / Simply Sheila (ТВ)
- 1970 — / The Rise and Rise of Michael Rimmer (written by)
- 1976 — / Pleasure at Her Majesty’s (ТВ) (писатель)
- 1976 — Монти Пайтон встречаются на окраине (ТВ)
- 1977 — / The Mermaid Frolics (ТВ) (писатель)
- 1978 — Собака Баскервилей / The Hound of the Baskervilles (сценарий)
- 1979 — / Derek and Clive Get the Horn (писатель)
- 1980 — / Peter Cook & Co. (ТВ) (писатель)
- 1983 — Жёлтая борода / Yellowbeard (писатель)
- 1990 — / «A Life in Pieces» (телесериал) (писатель)
- 1990 — / «The Best of… What’s Left of… Not Only… But Also» (4 эпизода)
- 1994 — / Peter Cook Talks Golf Balls (V) (писатель)
- 2000 — Ослеплённый желаниями / Bedazzled (сценарий, рассказ 1967 г.)

## Играет самого себя
- 1975—2008 — Субботним вечером в прямом эфире (телесериал)
- 1982 — / Secret Policeman’s Other Ball, The
- 1983 — / Group Madness
- 1983 — / Ready Steady Go, Volume 1
- 1984 — / Secret Policeman’s Private Parts, The
- 1989 — / Secret Policeman’s Biggest Ball, The (ТВ)
- 1995 — Антология Beatles (телесериал)
- 2005 — / Comedians' Comedian, The (ТВ)
- 2005 — / Very Best of 'Goodbye Again', The (видео)

## Фильмы о нем
- Не только, но всегда  — роль Питера Кука исполняет Рис Иванс

## Дискография проекта «Derek & Clive»
- Live (1976)
- Come Again
- Ad Nauseam